# Julian Ras
 (octobre 2018).
Si vous disposez d'ouvrages ou d'articles de référence ou si vous connaissez des sites web de qualité traitant du thème abordé ici, merci de compléter l'article en donnant les références utiles à sa vérifiabilité et en les liant à la section « Notes et références ».
 (octobre 2018).
Pour les articles homonymes, voir RAS.
Julian Ras, né le 24 avril 2001 à Haarlem, est un acteur néerlandais.

## Filmographie
- 2011 : Bennie Stout de Johan Nijenhuis : Wout[1]
- 2014 : Scrap Wood War de Margien Rogaar[2]
- 2014 : Dummie de Mummie de Pim van Hoeve : Goos Guts[3]
- 2015 : Dummie the Mummy and the Sphinx of Shakaba de Pim van Hoeve : Goos Guts[4]
- 2016 : Master Spy de Pieter Van Rijn : Jules[5]
- 2017 : The Fantastic Family Hotel de Ineke Houtman : Kos[6]
- 2017 : Dummie the Mummy and the tomb of Achnetoet de Pim van Hoeve[7]